# Liste deutschsprachiger Fernsehsender
Die Liste deutschsprachiger Fernsehsender enthält gebührenfinanzierte öffentlich-rechtliche und werbefinanzierte private Vollprogramme und Spartenprogramme (erste Tabelle) sowie Bezahlfernsehen (zweite Tabelle). Um die Sortierbarkeit nach Sparten zu erleichtern, sind die (Haupt-)Sparten farblich gekennzeichnet. Die weiteren Tabellen enthalten Lokal- und Regionalsender bzw. regionale Fensterprogramme. Die Angabe „regional“ bezieht sich dabei auf das zugrundeliegende Verbreitungsgebiet, nicht auf die technische Empfangbarkeit. So sind Lokalsender, die über Satellit verfügbar sind, nur in den Regionaltabellen enthalten. Gemeinschaftsprogramme (z. B. mehrerer Offener Kanäle) sind nur am Hauptsitz berücksichtigt, die weiteren Vereine bzw. Studios sind als Anmerkung angegeben. Eine Liste der visuellen Universitätsmedien ist im Artikel Uni-TV enthalten.
Sparten (einschl. Unterscheidung zwischen Voll- und Regionalprogramm), Sitz des Senders und Sendestart beziehen sich – soweit verfügbar – auf die offiziellen Angaben der jeweiligen Medienbehörden. Bei der Gestaltung der Spalten wurde – soweit möglich und sinnvoll – Sortierbarkeit berücksichtigt. Aus diesem Grund werden Sendestarts ausnahmsweise im amerikanischen Datumsformat angegeben und dem Sitz der regionalen Sender die Postleitzahl vorangestellt, wohingegen in den überregionalen Tabellen die Sortierung nach Region sinnvoller ist.
Bei jedem Programm ist die offizielle Bezeichnung (Kurzform) und – soweit bekannt – der Sendestart genannt. Bei Programmen, die früher unter einer anderen Bezeichnung auf Sendung waren, ist auch die ursprüngliche Bezeichnung angegeben.
Alle genannten Programme sind eigenständig lizenziert bzw. zugelassen und entweder terrestrisch über Antenne (analog bzw. digital), im Kabelfernsehen oder via Satellit auch in weiten Teilen Europas empfangbar. Reine Internetsender und Programmpartner ohne medienrechtliche Lizenz sind nicht berücksichtigt.
Aufgrund der hohen Datenmenge kann diese Liste keinen Anspruch auf Vollständigkeit und Aktualität erheben.

## Frei empfangbare oder grundverschlüsselte Sender (überregional)
| Sender                                                 | Sender | Sender        | Sender                                                     | Sender                                      | Sender | Sender                       |
| Name                                                   | Logo   | Rechts- form* | Sendergruppe                                               | Sparte                                      | Region | Firmensitz des Veranstalters |
| ------------------------------------------------------ | ------ | ------------- | ---------------------------------------------------------- | ------------------------------------------- | ------ | ---------------------------- |
| 1 FL TV FL-Kabel                                       |        | PR            | Media Hold.                                                | Regionalprogramm                            | LI-11  | Vaduz                        |
| 123tv                                                  |        | PR            | 1-2-3.tv                                                   | Einkaufen                                   | DE-BY  | Unterföhring                 |
| 3 Plus TV                                              |        | PR            | CH Media                                                   | Filme, Serien                               | CH-NW  | Hergiswil NW                 |
| 3sat                                                   |        | ÖR            | ARD, ZDF, ORF, SRF                                         | Vollprogramm                                | DE-RP  | Mainz                        |
| 4 Plus TV                                              |        | PR            | CH Media                                                   | Filme, Serien                               | CH-NW  | Hergiswil NW                 |
| 5 Plus TV                                              |        | PR            | CH Media                                                   | Filme, Serien                               | CH-NW  | Hergiswil NW                 |
| 6 Plus TV                                              |        | PR            | CH Media                                                   | Filme, Serien                               | CH-NW  | Hergiswil NW                 |
| Alpenland TV                                           |        | PR            | Alpen-Welle                                                | Einkaufen (mit redakt. Teil)                | CH-SG  | Gossau SG                    |
| Anixe+                                                 |        | PR            | Anixe                                                      | Filme, Serien                               | DE-BY  | München                      |
| Anixe HD Serie                                         |        | PR            | Anixe                                                      | Filme, Serien                               | DE-BY  | München                      |
| ARD alpha                                              |        | ÖR            | ARD                                                        | Info (Bildung)                              | DE-BY  | München                      |
| Aristo TV                                              |        | PR            | Anixe                                                      | Dokumentationen                             | DE-BY  | München                      |
| Arte                                                   |        | ÖR            | ARD, ZDF, France Télévis.                                  | Vollprogramm                                | FR-67  | Straßburg                    |
| ATV                                                    |        | PR            | Pro7Sat.1                                                  | Vollprogramm                                | AT-9   | Wien                         |
| ATV2                                                   |        | PR            | Pro7Sat.1                                                  | Vollprogramm                                | AT-9   | Wien                         |
| Bibel TV                                               |        | PR            | Bibel TV/ERF Medien                                        | Religion                                    | DE-HH  | Hamburg                      |
| Bloomberg Television                                   |        | PR            | Bloomberg L.P.                                             | Wirtschaft                                  | DE-HE  | Frankfurt am Main            |
| BR Fernsehen (Versionen N.-/S.-Bayern)                 |        | ÖR            | BR, ARD                                                    | Vollprogramm (regional)                     | DE-BY  | München                      |
| BRF-Fernsehen (B)                                      |        | ÖR            | BRF                                                        | Regionalprogramm                            | BE-WLG | Eupen                        |
| BW Family.tv                                           |        | PR            | bw family.tv                                               | Vollprogramm (regional)                     | DE-BW  | Karlsruhe                    |
| Channel 21                                             |        | PR            | Channel 21                                                 | Einkaufen                                   | DE-NI  | Hannover                     |
| Comedy Central (D, A)                                  |        | PR            | Paramount                                                  | Comedy                                      | DE-BE  | Berlin                       |
| Crime Time                                             |        | PR            | High View                                                  | Filme, Serien                               | DE-BY  | Landshut                     |
| Das Erste                                              |        | ÖR            | ARD                                                        | Vollprogramm                                | DE-BY  | München                      |
| Deluxe Dance by Kontor                                 |        | PR            | High View                                                  | Musik (Party)                               | DE-BY  | Landshut                     |
| Deluxe Lounge                                          |        | PR            | High View                                                  | Musik (Entspannung)                         | DE-BY  | Landshut                     |
| Deluxe Music (D, A)                                    |        | PR            | High View                                                  | Musik (Erwachsene)                          | DE-BY  | Landshut                     |
| Deluxe Rap                                             |        | PR            | High View                                                  | Musik (Rap)                                 | DE-BY  | Landshut                     |
| Der Aktionär TV                                        |        | PR            | Börsenmedien                                               | Wirtschaft                                  | DE-BY  | Kulmbach                     |
| DF1                                                    |        | PR            | DF1 Media GmbH                                             | Vollprogramm                                | DE-BY  | Unterföhring                 |
| Die neue Zeit TV                                       |        | PR            | Vita Vera (Univ. Leben nahest.)                            | Religion                                    | CH-BE  | Bremgarten bei Bern          |
| Disney Channel (Versionen D, A)                        |        | PR            | Disney-ABC                                                 | Filme, Serien                               | DE-BY  | München                      |
| DMAX (Versionen D, A)                                  |        | PR            | Warner Bros. Discovery                                     | Vollprogramm                                | DE-BY  | München                      |
| DMF                                                    |        | PR            | Deutsches Musik Fernsehen                                  | Unterhaltung                                | DE-BE  | Berlin                       |
| Dokusat                                                |        | PR            | Deutsches Musik Fernsehen                                  | Dokumentationen                             | DE-BE  | Berlin                       |
| DRF1                                                   |        | PR            | Deutschland Fernsehen                                      | Nachrichten (mit Regionalbezug)             | DE-RP  | Urbar (bei Koblenz)          |
| DW-TV                                                  |        | ÖR            | DW, ARD                                                    | Info (Auslandsprog.)                        | DE-BE  | Berlin                       |
| Energy TV                                              |        | PR            | Ringier; NRJ                                               | Musik (Jugend)                              | CH-ZH  | Zürich                       |
| Euronews (EU)                                          |        | PR            | EBU / NBCUniversal                                         | Nachrichten                                 | FR-V   | Lyon                         |
| Eurosport (EU)                                         |        | PR            | Warner Bros. Discovery                                     | Sport                                       | FR-92  | Issy-les-Moulineaux          |
| EWTN (Eternal Word Telev. Netw.)                       |        | PR            | EWTN                                                       | Religion                                    | DE-NW  | Bonn                         |
| Folx Music Television                                  |        | PR            | Folx Network                                               | Volksmusik/Schlager                         | SI-061 | Ljubljana                    |
| health tv                                              |        | PR            | Health tv                                                  | Information (Gesundheit)                    | DE-HE  | Königstein im Taunus         |
| HGTV                                                   |        | PR            | Warner Bros. Discovery                                     | Lifestyle (Wohnen)                          | DE-BY  | München                      |
| Hip Trips                                              |        | PR            | High View                                                  | Dokumentationen                             | DE-BY  | Landshut                     |
| Höhenrausch                                            |        | PR            | High View                                                  | Dokumentationen                             | DE-BY  | Landshut                     |
| Hope TV                                                |        | PR            | Hope Media Europe                                          | Religion                                    | DE-HE  | Alsbach-Hähnlein             |
| hr-fernsehen                                           |        | ÖR            | HR, ARD                                                    | Vollprogramm (regional)                     | DE-HE  | Frankfurt am Main            |
| HSE                                                    |        | PR            | Providence, Axa                                            | Einkaufen                                   | DE-BY  | Ismaning                     |
| HSE Extra                                              |        | PR            | Providence, Axa                                            | Einkaufen                                   | DE-BY  | Ismaning                     |
| HSE Trend                                              |        | PR            | Providence, Axa                                            | Einkaufen                                   | DE-BY  | Ismaning                     |
| Just Cooking                                           |        | PR            | High View                                                  | Lifestyle (Kochen etc.)                     | DE-BY  | Landshut                     |
| Just Fishing                                           |        | PR            | High View                                                  | Dokumentationen                             | DE-BY  | Landshut                     |
| Juwelo                                                 |        | PR            | Juwelo                                                     | Einkaufen                                   | DE-BE  | Berlin                       |
| K-TV                                                   |        | PR            | Kephas Stiftg.                                             | Religion                                    | DE-BY  | Opfenbach                    |
| Kabel Eins (D, CH, A)                                  |        | PR            | Pro7Sat.1                                                  | Vollprogramm                                | DE-BY  | Unterföhring                 |
| Kabel Eins Doku (D, A)                                 |        | PR            | Pro7Sat.1                                                  | Dokumentationen (Austria: auch Nachrichten) | DE-BY  | Unterföhring                 |
| Khatereh Tv/PDF Channel (Persisch-Deutsches Fernsehen) |        | PR            | PDF Channel                                                | Kultur                                      | DE-RP  | Wasserliesch                 |
| KiKA                                                   |        | ÖR            | ARD, ZDF                                                   | Kinder                                      | DE-TH  | Erfurt                       |
| Krone TV                                               |        | PR            | Kronen Zeitung                                             | Unterhaltung                                | AT-9   | Wien                         |
| Kurier TV                                              |        | PR            | Kurier-Medien                                              | Information                                 | AT-9   | Wien                         |
| Landeskanal                                            |        | St            | Presse- u. Informationsamt FL                              | Regionalprogramm                            | LI-11  | Vaduz                        |
| Lilo TV                                                |        | PR            | Deutsches Musik Fernsehen                                  | Unterhaltung                                | DE-BE  | Berlin                       |
| Melodie TV                                             |        | PR            | Melodie Express                                            | Einkaufen (mit redakt. Teil)                | AT-7   | Haiming (Tirol)              |
| MDR Fernsehen (Versionen Sa., S.-Anh., Thü.)           |        | ÖR            | MDR, ARD                                                   | Vollprogramm (regional)                     | DE-SN  | Leipzig                      |
| meinTVshop                                             |        | PR            | Redspider Networks                                         | Einkaufen                                   | DE-BY  | München                      |
| More Than Sports TV                                    |        | PR            | MV Sendebetriebsgesellschaft                               | Sport                                       | DE-BY  | München                      |
| MTV                                                    |        | PR            | Paramount                                                  | Musik (Jugend)                              | DE-BY  | Berlin                       |
| N24 Doku                                               |        | PR            | WeltN24                                                    | Dokumentationen                             | DE-BE  | Berlin                       |
| n-tv                                                   |        | PR            | RTL                                                        | Nachrichten (auch Doku)                     | DE-NW  | Köln                         |
| NDR Fernsehen (Versionen HH, MV, NDS, SH)              |        | ÖR            | NDR, ARD                                                   | Vollprogramm (regional)                     | DE-HH  | Hamburg                      |
| Nickelodeon (D, A, CH)                                 |        | PR            | Paramount, (CH Media nur in der Schweiz)                   | Kinder                                      | DE-BE  | Berlin                       |
| Nitro (Versionen D, A)                                 |        | PR            | RTL                                                        | Männer                                      | DE-NW  | Köln                         |
| oe24.TV                                                |        | PR            | oe24 GmbH                                                  | Nachrichten                                 | AT-9   | Wien                         |
| One                                                    |        | ÖR            | ARD                                                        | Filme, Serien                               | DE-NW  | Köln                         |
| One Music Television                                   |        | PR            | Folx Network                                               | Musik (Jugend)                              | SI-061 | Ljubljana                    |
| One Terra                                              |        | PR            | High View                                                  | Dokumentationen                             | DE-BY  | Landshut                     |
| ORF 1                                                  |        | ÖR            | ORF                                                        | Vollprogramm                                | AT-9   | Wien                         |
| ORF 2                                                  |        | ÖR            | ORF                                                        | Vollprogramm                                | AT-9   | Wien                         |
| ORF 2 Europe                                           |        | ÖR            | ORF                                                        | Info (Auslandsprog.)                        | AT-9   | Wien                         |
| ORF III                                                |        | ÖR            | ORF                                                        | Kultur (Information)                        | AT-9   | Wien                         |
| ORF Sport +                                            |        | ÖR            | ORF                                                        | Sport                                       | AT-9   | Wien                         |
| Pearl.tv                                               |        | PR            | EnStyle                                                    | Einkaufen                                   | DE-BW  | Buggingen                    |
| Phoenix                                                |        | ÖR            | ARD, ZDF                                                   | Dokumentationen (allgem./Nachr.)            | DE-NW  | Bonn                         |
| ProSieben (D, CH, A)                                   |        | PR            | Pro7Sat.1                                                  | Vollprogramm                                | DE-BY  | Unterföhring                 |
| ProSieben MAXX (Versionen D, A, CH)                    |        | PR            | Pro7Sat.1                                                  | Männer (Gesellsch., Doku)                   | DE-BY  | Unterföhring                 |
| Puls 4                                                 |        | PR            | Pro7Sat.1                                                  | Vollprogramm                                | AT-9   | Wien                         |
| Puls 8                                                 |        | PR            | Pro7Sat.1                                                  | Filme, Serien                               | CH-ZH  | Zürich                       |
| Puls 24                                                |        | PR            | Pro7Sat.1                                                  | Nachrichten                                 | AT-9   | Wien                         |
| QS24                                                   |        | PR            | Quantisana.TV                                              | Lifestyle (Lebenshilfe etc.)                | CH-TG  | Weinfelden                   |
| QVC                                                    |        | PR            | Liberty                                                    | Einkaufen                                   | DE-NW  | Düsseldorf                   |
| QVC Style                                              |        | PR            | Liberty                                                    | Einkaufen                                   | DE-NW  | Düsseldorf                   |
| QVC Zwei                                               |        | PR            | Liberty                                                    | Einkaufen                                   | DE-NW  | Düsseldorf                   |
| R9 Österreich                                          |        | PR            | R9 Regional TV Austria                                     | Regionalprogramm (bundesweit)               | AT-9   | Wien                         |
| Radio Bremen TV                                        |        | ÖR            | RB, ARD                                                    | Vollprogramm (regional)                     | DE-HB  | Bremen                       |
| rbb (Versionen Bln, Brand.)                            |        | ÖR            | RBB, ARD                                                   | Vollprogramm (regional)                     | DE-BE  | Berlin                       |
| RiC                                                    |        | PR            | Your Family                                                | Kinder                                      | DE-BY  | München                      |
| RTL (Versionen D, A, CH)                               |        | PR            | RTL                                                        | Vollprogramm                                | DE-NW  | Köln                         |
| RTL Télé Lëtzebuerg                                    |        | PR            | RTL                                                        | Vollprogramm                                | LU-LU  | Luxemburg                    |
| RTLup                                                  |        | PR            | RTL                                                        | Frauen (Gesellschaft, Serien)               | DE-NW  | Köln                         |
| RTL Zwee                                               |        | PR            | RTL                                                        | Vollprogramm                                | LU-LU  | Luxemburg                    |
| RTL Zwei (Versionen D, A, CH)                          |        | PR            | RTL, Tele München                                          | Vollprogramm                                | DE-BY  | Grünwald                     |
| S1                                                     |        | PR            | S1TV                                                       | Filme, Serien                               | CH-ZH  | Zürich                       |
| Sat.1 (Versionen D, A, CH)                             |        | PR            | Pro7Sat.1                                                  | Vollprogramm                                | DE-BY  | Unterföhring                 |
| Sat.1 Gold (D, A, CH)                                  |        | PR            | Pro7Sat.1                                                  | Frauen (u. a. Serien)                       | DE-BY  | Unterföhring                 |
| Schlagerparadies TV                                    |        | PR            | Musik & Mehr Programmanbieter UG                           | Volksmusik/Schlager                         | DE-BY  | Germering                    |
| Schlager Deluxe                                        |        | PR            | High View                                                  | Volksmusik/Schlager                         | DE-BY  | Landshut                     |
| Sender Neu-Jerusalem                                   |        | PR            | TV-Sender Neu Jerusalem weltweit (Univ. Leben nahestehend) | Religion                                    | DE-BY  | Marktheidenfeld              |
| Serien+                                                |        | PR            | High View                                                  | Serien                                      | DE-BY  | Landshut                     |
| ServusTV                                               |        | PR            | Red Bull                                                   | Vollprogramm                                | AT-5   | Wals-Siezenheim              |
| sixx (D, A, CH)                                        |        | PR            | Pro7Sat.1                                                  | Frauen (Gesellsch., Serien)                 | DE-BY  | Unterföhring                 |
| Sophia-TV                                              |        | PR            | Radio Santec (Univ. Leben nahestehend)                     | Religion                                    | DE-BY  | Marktheidenfeld              |
| sonnenklar.TV                                          |        | PR            | Euvia Travel                                               | Einkaufen (Reisen)                          | DE-BY  | München                      |
| Spirit TV                                              |        | PR            | CSP Counseling Studio Productions GmbH                     | Mehrwertdienste                             | DE-BE  | Berlin                       |
| Sport1                                                 |        | PR            | Sport1 Medien                                              | Sport                                       | CH-ZH  | Winterthur                   |
| SR Fernsehen                                           |        | ÖR            | SR, ARD                                                    | Vollprogramm (regional)                     | DE-SL  | Saarbrücken                  |
| SRF 1                                                  |        | ÖR            | SRF                                                        | Vollprogramm                                | CH-ZH  | Zürich                       |
| SRF zwei                                               |        | ÖR            | SRF                                                        | Vollprogramm                                | CH-ZH  | Zürich                       |
| SRF info                                               |        | ÖR            | SRF                                                        | Information                                 | CH-ZH  | Zürich                       |
| Star TV                                                |        | PR            | Star TV                                                    | Filme, Serien                               | CH-ZH  | Schlieren                    |
| Stimmungsgarten TV                                     |        | PR            | Zeitvertreib Entertainment GmbH                            | Volksmusik/Schlager                         | AT-7   | Zirl                         |
| Studio live                                            |        | PR            | Klarner Medien                                             | Jugend                                      | DE-BW  | Eningen                      |
| Super RTL (Versionen D, A, CH)                         |        | PR            | RTL                                                        | Filme, Serien                               | DE-NW  | Köln                         |
| SWR Fernsehen (Versionen BW, RP)                       |        | ÖR            | SWR, ARD                                                   | Vollprogramm (regional)                     | DE-BW  | Stuttgart                    |
| tagesschau24                                           |        | ÖR            | ARD                                                        | Nachrichten                                 | DE-HH  | Hamburg                      |
| Tele 5 (D, A)                                          |        | PR            | Warner Bros. Discovery                                     | Filme, Serien                               | DE-BY  | Grünwald                     |
| Telegold                                               |        | PR            | Deutsches Musik Fernsehen                                  | Volksmusik/Schlager                         | DE-BE  | Berlin                       |
| TLC (Versionen D, A)                                   |        | PR            | Warner Bros. Discovery                                     | Frauen (Lifestyle)                          | DE-BY  | München                      |
| Toggo plus                                             |        | PR            | RTL                                                        | Kinder                                      | DE-NW  | Köln                         |
| TV24                                                   |        | PR            | AZ TV                                                      | Unterhaltung                                | CH-ZH  | Zürich                       |
| TV25                                                   |        | PR            | AZ TV                                                      | Unterhaltung                                | CH-ZH  | Zürich                       |
| Volksmusik TV                                          |        | PR            | Deutsches Musik Fernsehen                                  | Volksmusik/Schlager                         | DE-BE  | Berlin                       |
| VOX (Versionen D, A)                                   |        | PR            | RTL, dctp                                                  | Vollprogramm                                | DE-NW  | Köln                         |
| VOXup                                                  |        | PR            | RTL                                                        | Frauen (Gesellschaft, Serien)               | DE-NW  | Köln                         |
| WDR Fernsehen (7 NRW-Versionen)                        |        | ÖR            | WDR, ARD                                                   | Vollprogramm (regional)                     | DE-NW  | Köln                         |
| wedotv movies                                          |        | PR            | Video Solutions                                            | Filme                                       | CH-ZG  | Zug                          |
| Welt                                                   |        | PR            | WeltN24                                                    | Nachrichten (auch Doku)                     | DE-BE  | Berlin                       |
| Welt der Wunder TV                                     |        | PR            | Welt der Wunder                                            | Dokumentationen                             | DE-BY  | München                      |
| Xite (mehrsprachig, u. a. deutsch)                     |        | PR            | Base7                                                      | Musik (Jugend)                              | NL-NH  | Amsterdam                    |
| Xplore                                                 |        | PR            | High View                                                  | Dokumentationen                             | DE-BY  | Landshut                     |
| ZDF                                                    |        | ÖR            | ZDF                                                        | Vollprogramm                                | DE-RP  | Mainz                        |
| ZDFinfo                                                |        | ÖR            | ZDF                                                        | Dokumentationen (Information)               | DE-RP  | Mainz                        |
| ZDFneo                                                 |        | ÖR            | ZDF                                                        | Dokumentationen (Unterhaltung)              | DE-RP  | Mainz                        |
| Zwei Music Television                                  |        | PR            | Folx Network                                               | Volksmusik/Schlager                         | SI-061 | Ljubljana                    |

* PR: Privates Programm; ÖR: Öffentlich-rechtliches Programm; St: Staatlich veranstaltetes Programm
Anmerkung zu den Voll- und Spartenprogrammen in Österreich und in der Schweiz
In der Schweiz werden Programme nicht in Voll- oder Spartenprogramme eingeteilt. Hier findet lediglich eine Unterscheidung in Programme bis zu 12 Stunden und mehr als 12 Stunden statt. Die privaten Programme aus Deutschland gelten in Österreich offiziell nicht als Voll- oder Spartenprogramme, sondern als Auslandssender mit österreichischem Fensterprogramm.

## Bezahlfernsehen: privatrechtliche Sender in SD- und in HD-Auflösung
| Sender                                  | Sender | Sender                               | Sender            | Sender                                  |
| Name                                    | Logo   | Sparte                               | Region            | Firmensitz des Veranstalters            |
| --------------------------------------- | ------ | ------------------------------------ | ----------------- | --------------------------------------- |
| 13th Street                             |        | Filme, Serien                        | DE-BY             | München                                 |
| Animal Planet                           |        | Dokumentationen (Unterhaltung/Tiere) | DE-BY             | München                                 |
| auto motor und sport channel            |        | Sport                                | DE-BW             | Stuttgart                               |
| AXN Black                               |        | Filme, Serien                        | DE-BY             | Landshut                                |
| AXN White                               |        | Serien                               | DE-BY             | Landshut                                |
| Beate-Uhse.TV                           |        | Erotik                               | DE-BE             | Berlin                                  |
| Bergblick                               |        | Dokumentationen                      | DE-BY             | Landshut                                |
| BonGusto                                |        | Lifestyle (Kochen)                   | DE-NW             | Köln                                    |
| Canal+ Action                           |        | Filme, Serien                        | LU-LU             | Luxemburg                               |
| Cartoonito                              |        | Kinder                               | DE-BY             | München                                 |
| Cartoon Network                         |        | Kinder                               | DE-BY             | München                                 |
| Crime + Investigation                   |        | Serien                               | DE-BY             | München                                 |
| Curiosity Channel                       |        | Dokumentationen (Info)               | DE-BY             | Oberhaching                             |
| Discovery Channel                       |        | Dokumentationen                      | DE-BY             | München                                 |
| 3D The Channel (Entertain 3D)           |        | Information (3D)                     | DE-BY             | Grünwald                                |
| eSports One                             |        | Sport                                | DE-HH             | Hamburg                                 |
| Eurosport 2                             |        | Sport                                | FR-92             | Issy-les-Moulineaux                     |
| Eurosport 2 HD Xtra                     |        | Sport                                | FR-92             | Issy-les-Moulineaux                     |
| Extreme Sports Channel (teilw. deutsch) |        | Sport                                | GB-LND            | London                                  |
| Fix & Foxi                              |        | Kinder                               | DE-BY             | München                                 |
| Geo Television                          |        | Dokumentationen                      | DE-NW             | Köln                                    |
| Goldstar TV                             |        | Volksmusik/Schlager                  | DE-BY             | Ismaning                                |
| Gute Laune TV                           |        | Volksmusik/Schlager                  | DE-BY             | München                                 |
| Heimatkanal                             |        | Filme, Serien                        | DE-BY             | Ismaning                                |
| History                                 |        | Dokumentationen                      | DE-BY (SD) GB-LND | München (SD) London Borough of Hounslow |
| Ikono.tv                                |        | Kultur (Info)                        | DE-BE             | Berlin                                  |
| Jukebox TV                              |        | Musik (Erwachsene)                   | DE-BY             | Landshut                                |
| Kabel Eins Classics                     |        | Filme, Serien                        | DE-BY             | Unterföhring                            |
| Kinowelt TV                             |        | Filme, Serien                        | DE-HE             | Bad Soden am Taunus                     |
| Lust Pur                                |        | Erotik                               | DE-BE             | Berlin                                  |
| Marco Polo TV                           |        | Dokumentationen (Reisen)             | DE-BW             | Ostfildern                              |
| Motorsport.tv                           |        | Sport                                | FR-92             | Chaville                                |
| Motorvision+                            |        | Dokumentationen (Info)               | DE-BY             | München                                 |
| National Geographic Channel             |        | Dokumentationen (Info)               | DE-BY             | Unterföhring                            |
| Nat Geo Wild                            |        | Dokumentationen                      | DE-BY             | Unterföhring                            |
| Nautical Channel                        |        | Sport                                |                   |                                         |
| Nick Jr. Deutschland                    |        | Kinder                               | DE-BE             | Berlin                                  |
| Nicktoons Deutschland                   |        | Kinder                               | DE-BE             | Berlin                                  |
| ProSieben Fun                           |        | Comedy                               | DE-BY             | Unterföhring                            |
| Romance TV                              |        | Filme, Serien                        | DE-BY             | Unterföhring                            |
| RTL Crime                               |        | Filme, Serien                        | DE-NW             | Köln                                    |
| RTL Living                              |        | Lifestyle (Gesellschaft)             | DE-NW             | Köln                                    |
| RTL Passion                             |        | Serien                               | DE-NW             | Köln                                    |
| Sat.1 emotions                          |        | Frauen (Filme, Serien)               | DE-BY             | Unterföhring                            |
| Silverline                              |        | Spielfilme                           | DE-BY             | Unterhaching                            |
| Sky Atlantic                            |        | Serien                               | DE-BY             | Unterföhring                            |
| Sky Cinema Premiere                     |        | Spielfilme                           | DE-BY             | Unterföhring                            |
| Sky Cinema Action                       |        | Spielfilme                           | DE-BY             | Unterföhring                            |
| Sky Cinema Classics                     |        | Spielfilme                           | DE-BY             | Unterföhring                            |
| Sky Cinema Family                       |        | Spielfilme                           | DE-BY             | Unterföhring                            |
| Sky Cinema Highlights                   |        | Spielfilme                           | DE-BY             | Unterföhring                            |
| Sky Crime                               |        | Serien                               | DE-BY             | Unterföhring                            |
| Sky Documentaries                       |        | Dokumentationen                      | DE-BY             | Unterföhring                            |
| Sky Krimi                               |        | Spielfilme                           | DE-BY             | Unterföhring                            |
| Sky Nature                              |        | Dokumentationen (Natur)              | DE-BY             | Unterföhring                            |
| Sky One                                 |        | Shows & Serien                       | DE-BY             | Unterföhring                            |
| Sky Replay                              |        | Serien                               | DE-BY             | Unterföhring                            |
| Sky Showcase                            |        | Shows & Serien                       | DE-BY             | Unterföhring                            |
| Sky Sport 1–11 inkl. Bundesliga und UHD |        | Sport                                | DE-BY             | Unterföhring                            |
| Sky Sport Austria                       |        | Sport                                | DE-BY             | Unterföhring                            |
| Sky Sport F1                            |        | Sport                                | DE-BY             | Unterföhring                            |
| Sky Sport Golf                          |        | Sport                                | DE-BY             | Unterföhring                            |
| Sky Sport Mix                           |        | Sport                                | DE-BY             | Unterföhring                            |
| Sky Sport News                          |        | Sport                                | DE-BY             | Unterföhring                            |
| Sky Sport Premier League                |        | Sport                                | DE-BY             | Unterföhring                            |
| Sky Sport Tennis                        |        | Sport                                | DE-BY             | Unterföhring                            |
| Sky Sport Top Event                     |        | Sport                                | DE-BY             | Unterföhring                            |
| Spiegel Geschichte                      |        | Dokumentationen                      | DE-BY             | Oberhaching                             |
| Sportdigital1+                          |        | Sport                                | DE-HH             | Hamburg                                 |
| Sportdigital Edge                       |        | Sport                                | DE-HH             | Hamburg                                 |
| Sportdigital Fußball                    |        | Sport                                | DE-HH             | Hamburg                                 |
| Sportdigital Fußball 2                  |        | Sport                                | DE-HH             | Hamburg                                 |
| Stingray Classica                       |        | Musik (Klassik)                      | DE-BY             | Oberhaching                             |
| Syfy                                    |        | Filme, Serien                        | DE-BY             | München                                 |
| Universal TV                            |        | Serien                               | DE-BY             | München                                 |
| Waidwerk                                |        | Dokumentationen                      | DE-BY             | Landshut                                |
| Warner TV Comedy                        |        | Comedy                               | DE-BY             | München                                 |
| Warner TV Film                          |        | Spielfilme                           | DE-BY             | München                                 |
| Warner TV Serie                         |        | Unterhaltung (Serien)                | DE-BY             | München                                 |

## Regional- und Lokalsender
In diesem Abschnitt befinden sich Regional- und Lokalsender. Die Gemeinschaftsprogramme aus der oberen Tabelle sind hier nach ihren Regionalprogrammen aufgeschlüsselt, also beispielsweise die dritten ARD-Programme oben und hier die einzelnen regionalen Fensterprogramme; ebenso ORF 2 und die einzelnen Landesfenster. Liechtenstein fehlt, da es dort abgesehen von den gemeindeeigenen Telemediendiensten („Texttafeln“) nur landesweite Sender gibt (stehen deshalb ebenfalls oben).
Erste Sortierung nach Region, zweitrangige Sortierung nach Sendername. Es sind auch kombinierte Sortierungen möglich, z. B. nach Region und nach PLZ (zweite Sortierung), indem die zweite Sortierung zuerst und die erste Sortierung danach ausgeführt wird.
Die meisten Lokalsender zeigen selbst produziertes Material, das frei von Urheberrechten Dritter ist. Die meisten Sender streamen ihr Programm deshalb zusätzlich auch im Internet, oft mit zusätzlicher Mediathek, in der die Beiträge und Sendungen zumindest der letzten 7 bis 14 Tage abrufbar sind.

### Österreich
| Sender                          | Sender | Sender                                | Sender                  | Sender                | Sender | Sender                                | Empfang | Empfang                                                                            | Bemerkung (z. B. weitere Redaktionen) |
| Programmname                    | Logo   | Rechtsform und Sendergruppe           | Sparte                  | Sitz des Senders      | Region | Sendestart (oder Lizenz) seit jjjj-mm | Sendegebiet | Empfangsweg (technisch)                                                            | Bemerkung (z. B. weitere Redaktionen) |
| ------------------------------- | ------ | ------------------------------------- | ----------------------- | --------------------- | ------ | ------------------------------------- | --- | ---------------------------------------------------------------------------------- | --- |
| ORF 2 B                         |        | ÖR: ORF                               | Vollprogramm (regional) | 7001 Eisenstadt       | AT-1   | 1988-05                               | Burgenland | DVB-T, Satellit (Astra), Kabelnetze                                                | |
| KT1                             |        | PR: K1 Privatfernsehen                | Regionalprogramm        | 9020 Klagenfurt       | AT-2   |                                       | Kärnten | DVB-T, Kabelnetze                                                                  | |
| ORF 2 K                         |        | ÖR: ORF                               | Vollprogramm (regional) | 9010 Klagenfurt       | AT-2   | 1988-05                               | Kärnten | DVB-T, Satellit (Astra), Kabelnetze                                                | |
| M4 Mostviertelfernsehen         |        | PR: M4TV Wirth                        | Regionalprogramm        | 3300 Amstetten        | AT-3   |                                       | Mostviertel | DVB-T, Kabelnetze                                                                  | |
| N1 TV                           |        | PR: N1 Niederösterreich TV            | Regionalprogramm        | 2345 Brunn am Gebirge | AT-3   | 2001-06                               | Industrieviertel                                                                                                 | Kabelnetze (u. a. Kabelsignal, UPC in NÖ)                                          | |
| ORF 2 NÖ                        |        | ÖR: ORF                               | Vollprogramm (regional) | 3109 St. Pölten       | AT-3   | 1988-05                               | Niederösterreich                                                                                                 | DVB-T, Satellit (Astra), Kabelnetze                                                | |
| P3tv                            |        | PR: P3-Kabel-News                     | Regionalprogramm        | 3100 St. Pölten       | AT-3   | 1995-12                               | Teile Niederösterreich                                                                                           | Kabelnetze                                                                         | |
| WNTV                            |        | PR: WNTV – Ihr Privatfernsehen        | Regionalprogramm        | 2700 Wiener Neustadt  | AT-3   |                                       | Teile des Großraums Wien/Niederösterreich                                                                        | Kabelnetze                                                                         | |
| Austria24 TV                    |        | PR: Colesnicov TV                     | Regionalprogramm        | 4320 Perg             | AT-4   | 2013                                  | Kollmitzberg und unteren Mühlviertels, östliches Traunviertels und westliches Mostviertel, im Kabel weitere Orte | DVB-T, Kabelnetze                                                                  | |
| AustroTV                        |        | GmbH                                  | Regionalprogramm        | 5222 Munderfing       | AT-4   | 2023-08                               | Bezirk Braunau, Ried im Innkreis, Salzburg, Flachgau                                                             | Kabelnetz, InternetTV                                                              | gegründet unter dem Namen Abimago TV |
| dorf tv                         |        | PR: Community TV                      | Bürgerfernsehen         | 4020 Linz             | AT-4   | 2010-06                               | Teile Oberösterreichs                                                                                            | DVB-T                                                                              | |
| HT1                             |        | HT1 Medien GmbH                       | Regionalprogramm        | 4710 Grieskirchen     | AT-4   |                                       | Bezirke Grieskirchen, Braunau, Ried und Schärding                                                                | Satellit (über Astra als Programmfenster bei LT1), Kabelnetze (Magenta), IPTV (A1) | |
| LinzLand TV                     |        | PR: Linz Land Fernsehen Medien        | Regionalprogramm        | 4060 Leonding         | AT-4   |                                       | Bezirk Linz Land                                                                                                 | DVB-T, Satellit (Astra), Kabelnetze (Liwest)                                       | |
| LT1                             |        | PR: LT1                               | Regionalprogramm        | 4020 Linz             | AT-4   | 1996                                  | Oberösterreich, insbes. Großraum Linz                                                                            | DVB-T, Satellit (Astra), Kabelnetze                                                | |
| MF1plus Mühlviertel Fernsehen 1 |        | PR: Mühlviertel TV                    | Regionalprogramm        | 4240 Freistadt        | AT-4   |                                       | Mühlviertel (OÖ)                                                                                                 | Satellit (Astra), Kabelnetze (Liwest)                                              | |
| ORF 2 OÖ                        |        | ÖR: ORF                               | Vollprogramm (regional) | 4021 Linz             | AT-4   | 1988-05                               | Oberösterreich                                                                                                   | DVB-T, Satellit (Astra), Kabelnetze                                                | |
| RTV                             |        | PR: RTV Regionalfernsehen             | Regionalprogramm        | 4451 Garsten          | AT-4   |                                       | Teile Nieder- und Oberösterreichs, insbes. Großraum Steyr und Steyr-Land                                         | DVB-T, Kabelnetze                                                                  | |
| TV1 Oberösterreich              |        | PR: Bezirks TV Vöcklabruck GmbH       | Regionalprogramm        | 4840 Vöcklabruck      | AT-4   | 1994                                  | Oberösterreich                                                                                                   | Satellit (Astra), Kabelnetze                                                       | Tochtergesellschaft der Wimmer Medien GmbH & Co.KG., Linz |
| WT1                             |        | PR: WT1 Privatfernsehen               | Regionalprogramm        | 4600 Wels             | AT-4   |                                       | Wels, Wels-Land                                                                                                  | Kabelnetze                                                                         | |
| ORF 2 S                         |        | ÖR: ORF                               | Vollprogramm (regional) | 5020 Salzburg         | AT-5   | 1988-05                               | Land Salzburg | DVB-T, Satellit (Astra), Kabelnetze                                                | |
| FS1                             |        | PR: Community TV                      | Bürgerfernsehen         | 5020 Salzburg         | AT-5   | 2012-02                               | Land Salzburg | Kabelnetz (Salzburg AG)                                                            | |
| Kanal3                          |        | PR: AiNet Telekommunikations-Netzwerk | Regionalprogramm        | 8750 Judenburg        | AT-6   | 1995                                  | Steiermark | DVB-T, Kabelnetze                                                                  | gegründet unter dem Namen WKK Lokal TV |
| ORF 2 St                        |        | ÖR: ORF                               | Vollprogramm (regional) | 8042 Graz             | AT-6   | 1988-05                               | Steiermark | DVB-T, Satellit (Astra), Kabelnetze                                                | |
| ORF 2 T                         |        | ÖR: ORF                               | Vollprogramm (regional) | 6020 Innsbruck        | AT-7   | 1988-05                               | Tirol | DVB-T, Satellit (Astra), Kabelnetze                                                | |
| ORF 2 ST                        |        | ÖR: ORF                               | Vollprogramm (regional) | 6020 Innsbruck        | AT-7   | 1996-04                               | Südtirol | DVB-T, Satellit (Astra), Kabelnetze                                                | nach Ende der Kooperation mit privatem Programmpartner 1998–2000 Betrieb eingestellt; danach Wiederaufnahme des Sendebetriebs und Teilfinanzierung durch die Südtiroler Landesregierung; Beiträge aus dem Landesstudio in Bozen |
| Tirol TV                        |        | PR: Tirol TV                          | Regionalprogramm        | 6020 Innsbruck        | AT-7   | 2007-12                               | Tirol | Satellit (Astra), Kabelnetze                                                       | |
| Ländle TV                       |        | PR: Ländle TV                         | Regionalprogramm        | 6842 Koblach          | AT-8   | 1996                                  | Vorarlberg | Kabelnetze                                                                         | |
| ORF 2 V                         |        | ÖR: ORF                               | Vollprogramm (regional) | 6850 Dornbirn         | AT-8   | 1988-05                               | Vorarlberg | DVB-T, Satellit (Astra), Kabelnetze                                                | |
| Okto                            |        | PR: Community TV                      | Bürgerfernsehen         | 1140 Wien             | AT-9   | 2005-11                               | Wien | DVB-T, Kabelnetz (UPC)                                                             | |
| ORF 2 W                         |        | ÖR: ORF                               | Vollprogramm (regional) | 1040 Wien             | AT-9   | 1988-05                               | Wien | DVB-T, Satellit (Astra), Kabelnetze                                                | |
| W24                             |        | PR: WH Medien GmbH (Wien Holding)     | Regionalprogramm        | 1140 Wien             | AT-9   | 2005-03                               | Wien | Kabelnetz (UPC)                                                                    | auf Sendung seit dem 28.11.2005 |
| Steiermark TV                   |        | PR: GST Fernsehen GmbH                | Regionalprogramm        | 8010 Graz             | AT-6   | 2023                                  | Steiermark | Kabelnetze, IPTV, Web                                                              | auf Sendung seit dem 6.9.2023 |

1. 1 2 3 4 5 6 7 8 9 10  Das Programm der ORF2-Bundeslandsender unterscheidet sich nur bei regionalen Sendungen wie Bundesland heute vom ORF2-Hauptprogramm. Während der Regionalsendungen wird das Logo mit dem Kürzel für das jeweilige Bundesland (ohne den ausgeschriebenen Namen des Bundeslandes) eingeblendet.

### Schweiz
| Sender                                  | Sender | Sender                                                  | Sender                              | Sender             | Sender | Sender                | Empfang | Empfang                                                    | Bemerkung (z. B. weitere Redaktionen) |
| Programmname                            | Logo   | Rechtsform und Sendergruppe                             | Sparte                              | Sitz des Senders   | Region | Sendestart am jjjj-mm | Sendegebiet | Empfangsweg (technisch)                                    | Bemerkung (z. B. weitere Redaktionen) |
| --------------------------------------- | ------ | ------------------------------------------------------- | ----------------------------------- | ------------------ | ------ | --------------------- | --- | ---------------------------------------------------------- | --- |
| Tele M1                                 |        | PR: AZ Regionalfernsehen                                | Regionalprogramm                    | 5001 Aarau         | CH-AG  | 1995-01               | Konzessionsgebiet 08: Kantone Aargau, Solothurn sowie angrenzende Regionen                                                              | Kabelnetze                                                 | |
| Gstaad TV                               |        | PR: Gstaad Saanenland Tourismus                         | Regionalprogramm                    | 3780 Gstaad        | CH-BE  |                       | Gemeinden Saanen, Zweisimmen, Broc FR, Villars-sous-Mont, Pays-d’Enhaut (Tal)                                                           | Kabel                                                      | Touristische Informationen, vgl. Bakom-Meldung vom 11.03.2013                                                                                            |
| Info-TV Adelboden-Frutigen              |        | PR: Adelboden Tourismus (Verein)                        | Regionalprogramm                    | 3715 Adelboden     | CH-BE  |                       | Adelboden-Frutigen | Kabel                                                      | Bakom-Meldung 06/2009 |
| Infokanal der RKO Signal AG             |        | PR: RKO Signal AG                                       | Regionalprogramm                    | 7270 Davos (Platz) | CH-BE  |                       | Gemeine Saanen, Zweisimmen, Broc FR, Villars-sous-Mont, Pays-d’Enhaut (Tal)                                                             | Kabel                                                      | Lokale Bilder, Wettergrafik, Liveübertragungen lokaler Ereignisse, vgl. Bakom-Meldung vom 19.10.2011                                                     |
| Rega-TV                                 |        | REGA-SENSE AG                                           | Regionalprogramm                    | 3186 Düdingen      | CH-FR  | 1981                  | Deutschfreiburg und Umgebung | Kabelnetz Rega-Sense, IPTV Senselan                        | Infokanal mit Lokalen Bildern, Liveübertragungen; Bakom-Meldung vom 22.07.2018                                                                           |
| REGAS-Info                              |        | PR: Regionale Gemeinschaftsantennenanlage Spiez (REGAS) | Regionalprogramm                    | 3700 Spiez         | CH-BE  |                       | Spiez und Wimmis | Kabel (analog und digital)                                 | Information und Unterhaltung aus der Region; Bakom-Meldung vom 09.02.2012                                                                                |
| TeleBärn                                |        | PR: AZ Medien                                           | Regionalprogramm                    | 3013 Bern          | CH-BE  | 1995-03               | Konzessionsgebiet 05: Großteil Kanton Bern und Umgebung                                                                                 | Kabelnetze                                                 | |
| TeleBielingue                           |        | PR: TeleBielingue                                       | Regionalprogramm                    | 2501 Biel          | CH-BE  | 1999-03               | Konzessionsgebiet 06: Biel/Bienne und Umgebung                                                                                          | Kabelnetze/IPTV                                            | |
| Telebasel                               |        | PR: Stiftung Telebasel                                  | Regionalprogramm                    | 4002 Basel         | CH-BS  | 1993-06               | Konzessionsgebiet 07; Kantone: Basel-Stadt und Basel-Landschaft; Bezirke Rheinfelden, Laufenburg, Thierstein und Dorneck                | Kabelnetze                                                 | Sendebeginn unter dem Namen Stadtkanal Basel; Ein weiteres Studio befindet sich in Liestal.                                                              |
| TV Südostschweiz                        |        | PR: Südostschweizer Mediengruppe                        | Regionalprogramm                    | 8750 Glarus        | CH-GL  | 1999-08               | Konzessionsgebiet 12: Kanton Graubünden, Kanton Glarus und die Bezirke Sarganserland und Werdenberg im Kanton St. Gallen; Liechtenstein | DVB-T, Kabel                                               | ein weiteres Studio befindet sich in Bonaduz. |
| Infokanal Bergbahnen Davos Klosters     |        | PR: Davos Klosters Bergbahnen                           | Regionalprogramm                    | 7270 Davos (Platz) | CH-GR  |                       | Davos Klosters | Kabel analog                                               | Webcam. Live-Bilder Ski-/Wandergebiet Davos Klosters mit Begleittexten, vgl. Bakom-Meldung vom 28.02.2014                                                |
| Tele 1                                  |        | PR: LZ Medien                                           | Regionalprogramm                    | 6002 Luzern        | CH-LU  | 1994-10               | Konzessionsgebiet 09: Innerschweiz | Kabelnetze/IPTV                                            | bis 2011 als TeleTell; Start 1992 als Regio Text |
| Tele Napf                               |        | PR: Tele Zentralschweiz TeleNapf                        | Regionalprogramm                    | 6106 Werthenstein  | CH-LU  | 1998-05               | Willisau und Umgebung | Kabel (digital)                                            | |
| Tele Zentralschweiz                     |        | PR: Tele Zentralschweiz TeleNapf                        | Regionalprogramm                    | 6106 Werthenstein  | CH-LU  | 2013-12               | Teile des Kantons Bern | Kabel (analog und digital), Swisscom                       | Infos und Unterhaltung aus dem Luzerner und Berner Hinterland; Vorläufer unter dem Namen Tele Pilatus Blick (Sendestart unbekannt)                       |
| KFN Infokanal                           |        | PR: KFN Kabelfernsehen Nidwalden                        | Regionalprogramm                    | 6371 Stans         | CH-NW  |                       | Teile des Kantons Nidwalden | Kabel (analog und digital; KFN Netz, Kt NW ohne Hergiswil) | lokale Informationsbeiträge aus Dübendorf; Bakom-Meldung vom 10. Dezember 2008                                                                           |
| LKW-Infokanal                           |        | PR: Licht- und Kraftwerke Glattfelden                   | Regionalprogramm                    | 8192 Glattfelden   | CH-NW  |                       | Glattfelden und Umgebung | Kabel (analog)                                             | lokale Video- und Bildinformationen; Bakom-Meldung vom 07.01.2008                                                                                        |
| Informationen Engelberg Aktuell         |        | PR: Verein Informationskanal Engelberg Aktuell          | Regionalprogramm (Text-/Bewegtbild) | 6390 Engelberg     | CH-OW  |                       | Engelberg | Kabel                                                      | Bewegtbild, BTX/Rolltext: Tourismusinformationen, Veranstaltungshinweise, Gemeindeinformationen, vgl. Bakom-Meldung vom 18.04.2009                       |
| Tamina Aktuell                          |        | PR: Infokanal Tamina Aktuell                            | Regionalprogramm                    | 7310 Bad Ragaz     | CH-SG  |                       | Bad Ragaz, Taminatal, Fläsch | Kabel (analog und digital, Rii-Seez-Net)                   | Bakom-Meldung vom 14.04.2012 |
| TVO                                     |        | PR: Tagblatt Medien                                     | Regionalprogramm                    | 9001 St. Gallen    | CH-SG  | 1999-08               | Konzessionsgebiet 11: Kantone St. Gallen, Appenzell Innerrhoden, Appenzell Ausserrhoden sowie Teile des Kantons Thurgau                 | Kabelnetze                                                 | |
| Schaffhauser Fernsehen                  |        | PR: Verlagshaus Meier + Cie                             | Regionalprogramm                    | 8201 Schaffhausen  | CH-SH  |                       | Kanton Schaffhausen und Teile der Kantone Zürich und Thurgau                                                                            | Kabelnetze (analog und digital; Sasag und Swisscom)        | |
| ALF-TV Arolfinger Lokalfernsehen        |        | PR: ALF-TV (Arolfinger Lokalfernsehen)                  | Regionalprogramm                    | 5013 Niedergösgen  | CH-SO  |                       | Region Aarau-Olten-Zofingen | Kabel                                                      | Bakom-Meldung am 26.02.2013 |
| Infokanal GAW                           |        | PR: GA Weissenstein                                     | Regionalprogramm                    | 4503 Solothurn     | CH-SO  |                       | Weissenstein | Kabel                                                      | Informationen von Anlässen und Ereignissen aus der Region. Informationen zum Produktangebot der GAW; noch bis 01/2015, vgl. Bakom-Meldung vom 06.01.2014 |
| Infokanal Goldau                        |        | PR: Jac. Steiner Söhne                                  | Regionalprogramm                    | 6410 Goldau        | CH-SZ  |                       | Arth-Oberarth-Goldau, Steinen, Bunnen-Ingenbohl                                                                                         | Kabel                                                      | Informationen für Kabelnetzkunden; Bakom-Meldung vom 20.02.2013                                                                                          |
| Lokalfernsehen Steckborn                |        | PR: Verein Lokalfernsehen Steckborn                     | Regionalprogramm                    | 8266 Steckborn     | CH-TG  |                       | Steckborn, Kreuzlingen, Berg | Kabel (analog)                                             | Bakom-Meldung vom 03.04.2012 |
| Stafag Infokanal                        |        | PR: Stafag Communications                               | Regionalprogramm                    | 8500 Frauenfeld    | CH-TG  |                       | Frauenfeld und Umgebung | Kabel (analog und digital)                                 | u. a. Wetterdaten, Gemeindeinfos, Live-Events von Frauenfeld; Bakom-Meldung vom 25.04.2009                                                               |
| Tele D                                  |        | PR: Stiftung Lokalfernsehen Diessenhofen                | Regionalprogramm                    | 8253 Diessenhofen  | CH-TG  |                       | Kantone Thurgau, Schaffhausen und St. Gallen                                                                                            | Kabel                                                      | Bakom-Meldung vom 09.05.2012 |
| Infokanal Saas-Fee                      |        | PR: Saas-Fee/Saastal Tourismus (Verein)                 | Regionalprogramm                    | 3906 Saas-Fee      | CH-VS  |                       | Saas-Fee | Kabel (analog)                                             | Informationen für Touristen und Einheimische; Bakom-Meldung vom 13.05.2008                                                                               |
| Lokaler Infokanal Leukerbad             |        | PR: DalaCom                                             | Regionalprogramm                    | 3900 Brig          | CH-VS  |                       | lokal? | Kabel (analog)                                             | lokale Informationen für Gäste und Einheimische der Gemeinde Leukerbad; Bakom-Meldung vom 22.05.2009                                                     |
| Lokalfernsehen Lyss und Umgebung (LOLY) |        | PR: Lokalfernsehen Lyss und Umgebung                    | Regionalprogramm                    | 3250 Lyss          | CH-BE  | 1995-02               | Lyss und Umgebung | Kabel (analog)                                             | Lokale Politik, Wirtschaft, Kultur, Sport und Alltagsleben mit Hintergründen und Zusammenhängen                                                          |
| TV Oberwallis                           |        | PR: bspstudio                                           | Regionalprogramm                    | 3900 Brig          | CH-VS  | 2009-05               | Brig und Umgebung | Kabel analog (Wallisellen) und digital (kantonal)          | |
| City Channel 1                          |        | PR: Absolute Networks                                   | Musik (Jugend, regional)            | 8006 Zürich        | CH-ZH  |                       | ursprünglich Meggen, Willisau und Umgebung                                                                                              | IPTV (Swisscom)                                            | Bakom-Meldung 06/2009; vor 01.01.2012 auch Kabelnetze |
| Televista 8403                          |        | PR: Televista 8403                                      | Regionalprogramm                    | 8403 Wallisellen   | CH-ZH  | 1996-05               | Gemeinde Wallisellen | Kabel analog (Wallisellen) und digital (kantonal)          | |
| Informationskanal Dübendorf             |        | PR: Glattwerk                                           | Regionalprogramm                    | 8600 Dübendorf     | CH-ZH  |                       | Dübendorf, Wallisellen | Kabel (digital, Dübendorf auch analog)                     | lokale Informationsbeiträge aus Dübendorf; Bakom-Meldung vom 10. Dezember 2008                                                                           |
| Tele Top                                |        | PR: TOP-Medien                                          | Regionalprogramm                    | 8401 Winterthur    | CH-ZH  | 1999-08               | Konzessionsgebiet 10; Kantone: Zürich, Schaffhausen und Thurgau; Wahlkreis Wil (SG)                                                     | Kabelnetze                                                 | |
| TeleZüri                                |        | PR: AZ Mediengruppe                                     | Regionalprogramm                    | 8005 Zürich        | CH-ZH  | 1994-10               | Stadt und die Agglomeration Zürich (Verbreitung in der ganzen Deutschschweiz und Liechtenstein)                                         | Kabel, IPTV                                                | |
| Tele Z                                  |        | PR: ZH-Medien                                           | Regionalprogramm                    | 8304 Wallisellen   | CH-ZH  |                       | ganze Deutschschweiz | Kabel (analog/digital)                                     | Bakom-Meldung 02/2016 (Namensänderung, bis 11/2015 ZüriPlus)                                                                                             |

### Südtirol(Italien)
| Sender                         | Sender | Sender                        | Sender                                 | Sender                                         | Sender | Sender                                | Empfang     | Empfang                 | Bemerkung (z. B. weitere Redaktionen) |
| Programmname                   | Logo   | Rechtsform Sender- gruppe     | Sparte                                 | Rundfunkanstalt bzw. Anbieter Sitz des Senders | Region | Sendestart (oder Lizenz) seit jjjj-mm | Sendegebiet | Empfangsweg (technisch) | Bemerkung (z. B. weitere Redaktionen) |
| ------------------------------ | ------ | ----------------------------- | -------------------------------------- | ---------------------------------------------- | ------ | ------------------------------------- | ----------- | ----------------------- | --- |
| Rai Südtirol                   |        | ÖR: Radiotelevisione Italiana | Regionalprogramm                       | 39100 Bozen                                    | IT-BZ  | 1966-02                               | Südtirol    | DVB-T, Kabelnetze       | |
| Peer.tv                        |        | PR: Peer GmbH                 | Regionalprogramm (Freizeit, Tourismus) | 39057 Frangart-Eppan                           | IT-BZ  | 2003                                  | Südtirol    | DVB-T, online           | Online wird auch auf Italienisch und Englisch gesendet. |
| Südtirol TV (auch Trentino TV) |        | PR: Editoriale Trentino       | Regionalprogramm                       | 39100 Bozen                                    | IT-BZ  | 2007                                  | Südtirol    | DVB-T                   | Programmpartnerschaft mit Mediaset; unterhält als Hauptsender fünf weitere Spartensender u. a. in weiteren Minderheitssprachen; bis 2009 Telecommerciale Alpina (TCA) |

Hinweis: Hinzu kommt das Programm ORF 2 ST mit dem Regionalfenster Südtirol heute für das Sendegebiet Südtirol, das von der Südtiroler Landesregierung kofinanziert und aus Innsbruck (mit Beiträgen aus dem Landesstudio Bozen) gesendet wird (siehe Abschnitt zu Österreich).

## Sendefenster für deutschsprachige Minderheiten
Sendefenster im Sinne dieses Abschnitts sind Einzelsendungen oder Sendestrecken, die über ein fremdsprachiges Programm übertragen werden, um deutschsprachige Minderheiten zu versorgen.
| Land                      | Name                 | Sender | Anmerkungen                                                                          |
| ------------------------- | -------------------- | --- | ------------------------------------------------------------------------------------ |
| Belgien                   | Blickpunkt           | BRF, im Kabelnetz, außerdem in einem Programmfenster auf Euronews im Bouquet der RTBF über DVB-T, sowie als Stream auf der Seite des BRF zu empfangen. | Regionales Nachrichtenmagazin für die Deutschsprachige Gemeinschaft in Ostbelgien.   |
| Polen                     | Schlesien Journal    | TVP3 Katowice, TVP3 Opole, TVS | Nachrichtenprogramm für die deutsche Minderheit in Schlesien                         |
| Slowakei                  | Das Deutsche Magazin | Dvojka (STV 2. Programm) | Programm für die deutsche Minderheit in der Slowakei                                 |
| Ungarn                    | Unser Bildschirm     | M1 | Kulturprogramm für die deutsche Minderheit in Ungarn                                 |
| Monaco Frankreich Italien | Top Themen           | Monaco Info | Programme in Deutsch für Monaco, Südfrankreich und die italienische Riviera          |
| Namibia                   | News in German       | NBC | Programm für die Deutsche Gemeinschaft in Namibia                                    |
| Kanada                    | AhornTV              | Omni Television | Deutsches Fernsehprogramm auf OMNI TV einmal wöchentlich.                            |
| Vereinigte Staaten        | Pennsylvania German  | Berks Community Television | Programm in Pennsylvania Dutch für die deutschsprachige Gemeinschaft in Pennsylvania |